# Woher kommen wir? Wer sind wir? Wohin gehen wir?
Woher kommen wir? Wer sind wir? Wohin gehen wir? ist ein Gemälde des französischen Malers Paul Gauguin. Es gilt als dessen berühmtestes Kunstwerk und wurde von ihm selbst als sein Haupt- und Meisterwerk und als Höhepunkt seines kreativen Schaffens betrachtet. Mit Maßen von annähernd vier Metern Länge und über einem Meter Höhe ist es zugleich auch das im Umfang größte Gemälde, das Gauguin geschaffen hat.

## Entstehungsgeschichte
Gauguin stellte Woher kommen wir? Wer sind wir? Wohin gehen wir? innerhalb von vier Wochen Ende des Jahres 1897 in seiner selbstgebauten Hütte in Tahiti fertig. Das Gemälde hat einen testamentarischen Charakter: Gauguin selbst gibt an, es mit der Absicht geschaffen zu haben, anschließend Suizid zu begehen. Zu den Gründen zählten die Nachricht über den Tod seiner Tochter Aline, sein durch Syphilis und einen Herzanfall weiter verschlechterter Gesundheitszustand sowie anhaltende und zunehmend drängende Geldnot. Der Versuch einer Vergiftung mit Arsen scheiterte jedoch. 
Der Titel und die allegorische Darstellung des Gemäldes greifen die Urfragen des Menschen nach dem Sinn und Ziel des Lebens auf, die Gauguin trotz seiner antiklerikalen Haltung sehr beschäftigten. Religiöse und mystische Themen hatte er zuvor bereits theosophisch bis esoterisch in Werken wie Die Vision nach der Predigt (1888) und Der Geist der Toten wacht (1892) bearbeitet.

## Beschreibung und Deutung

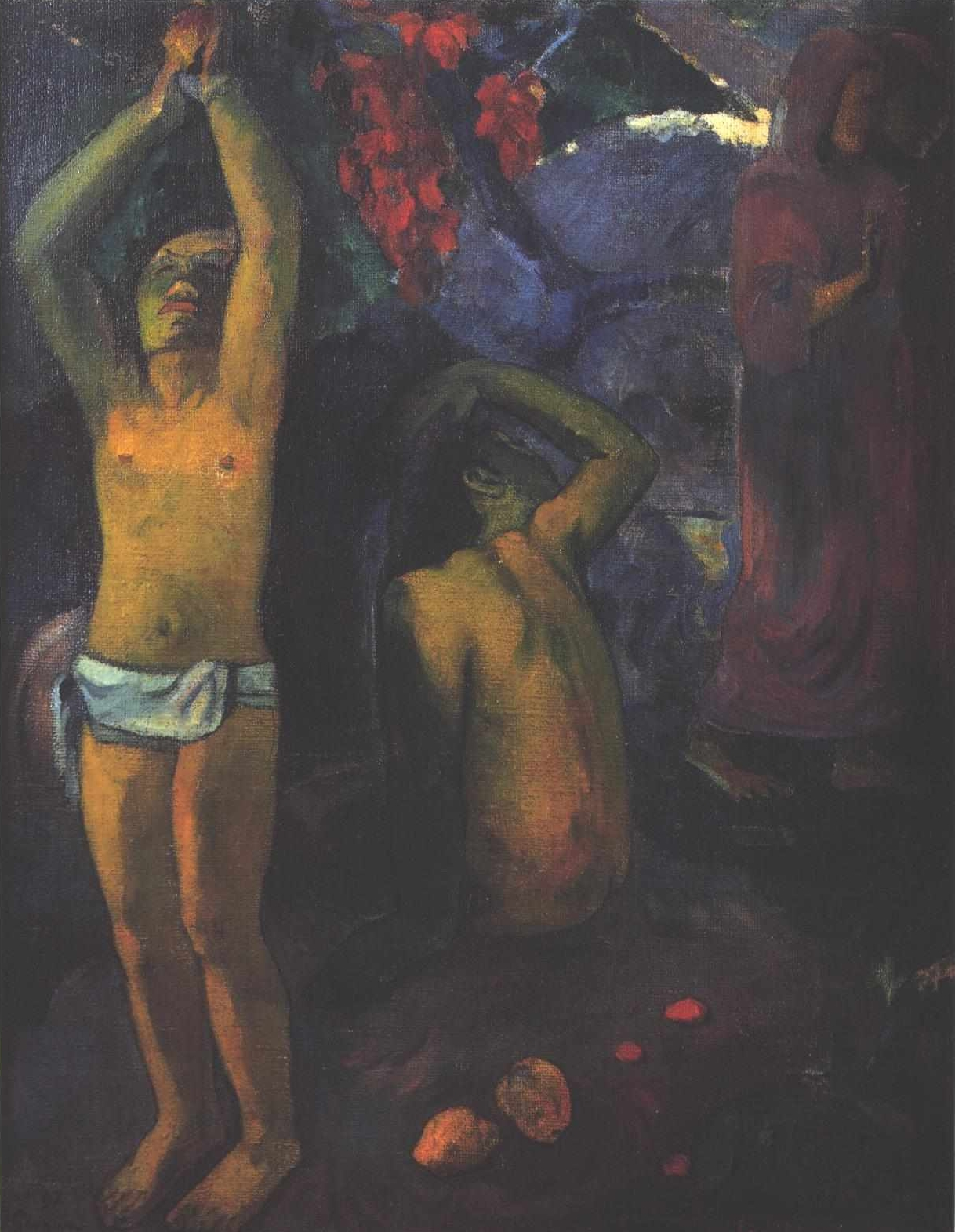
Tahitischer Mann mit erhobenen Armen, 1897

Das Bild ist dem Wunsch des Künstlers entsprechend von rechts nach links zu betrachten. In der oberen linken Ecke befindet sich die Beschriftung D’où Venons Nous / Que Sommes Nous / Où Allons Nous ohne die zur Bezeichnung des Gemäldes üblicherweise verwendeten Fragezeichen. Gauguin selbst gab an, dass die Beschriftung weniger als Titel denn als Signatur zu verstehen sei. Rechts signierte der Künstler mit P. Gauguin / 1897. 
Dargestellt sind entindividualisierte, ursprüngliche Menschen in drei verschiedenen Phasen des Lebenszyklus: von der Geburt in Gestalt eines schlafenden Säuglings bis hin zum von einer Greisin kontemplierten Tod. Die Mehrzahl der abgebildeten Personen ist in flächig aufgetragenem, leuchtendem Orange gehalten, das mit dem bläulich-grünen Hintergrund kontrastiert. 
Zentral und überdimensioniert in der Mitte des Gemäldes steht eine Figur in der Blüte ihrer Jahre, die mit natürlicher Leichtigkeit nach einer reifen Paradiesfrucht greift. Die Komposition aus dem erntenden Mann und drei weiteren Personen in seiner Umgebung entspricht in Gänze der des im selben Jahr entstandenen Bildes Tahitischer Mann mit erhobenen Armen (1897). Kennzeichnend für das Gemälde sind noch zahlreiche weitere Selbstzitate: Die Figur in melancholisch-resignierter Haltung findet sich bereits im Bildnis Bretonische Eva (1889), die Person neben ihr evoziert die Pose des weiblichen Modells von Vairumati (1897).

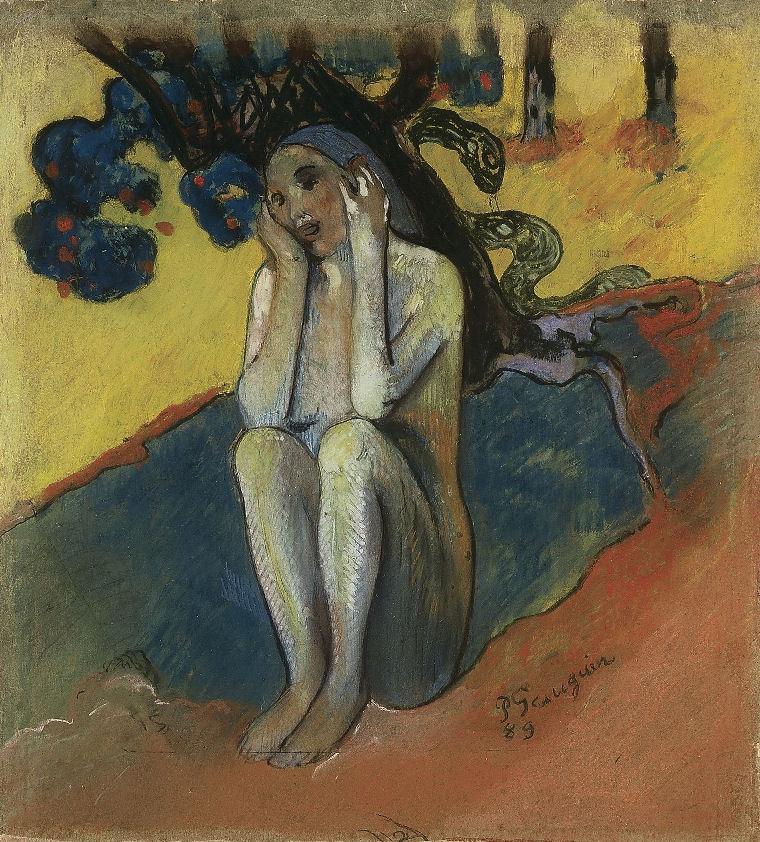
Bretonische Eva, 1889
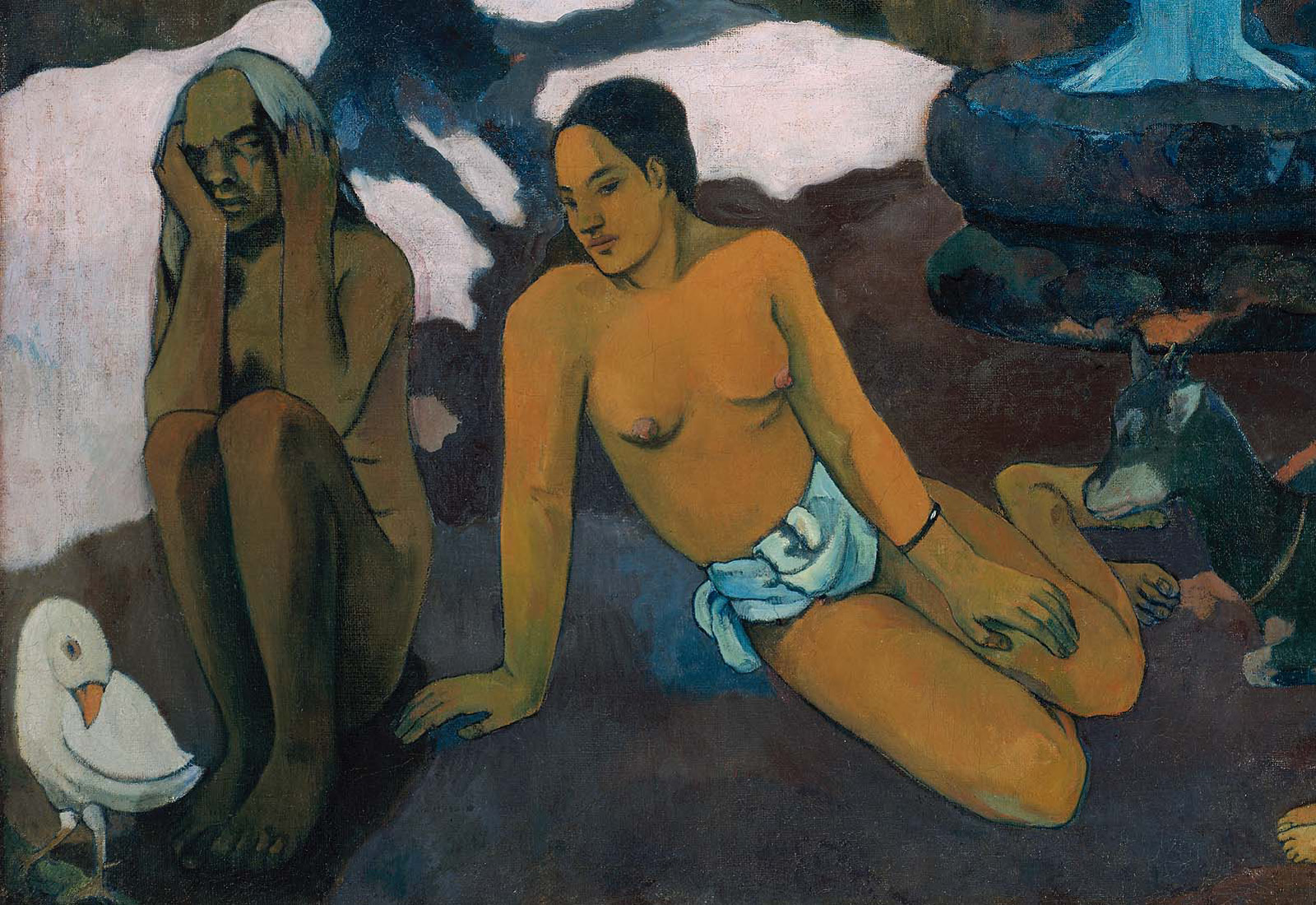
Detail aus Woher kommen wir? Wer sind wir? Wohin gehen wir?
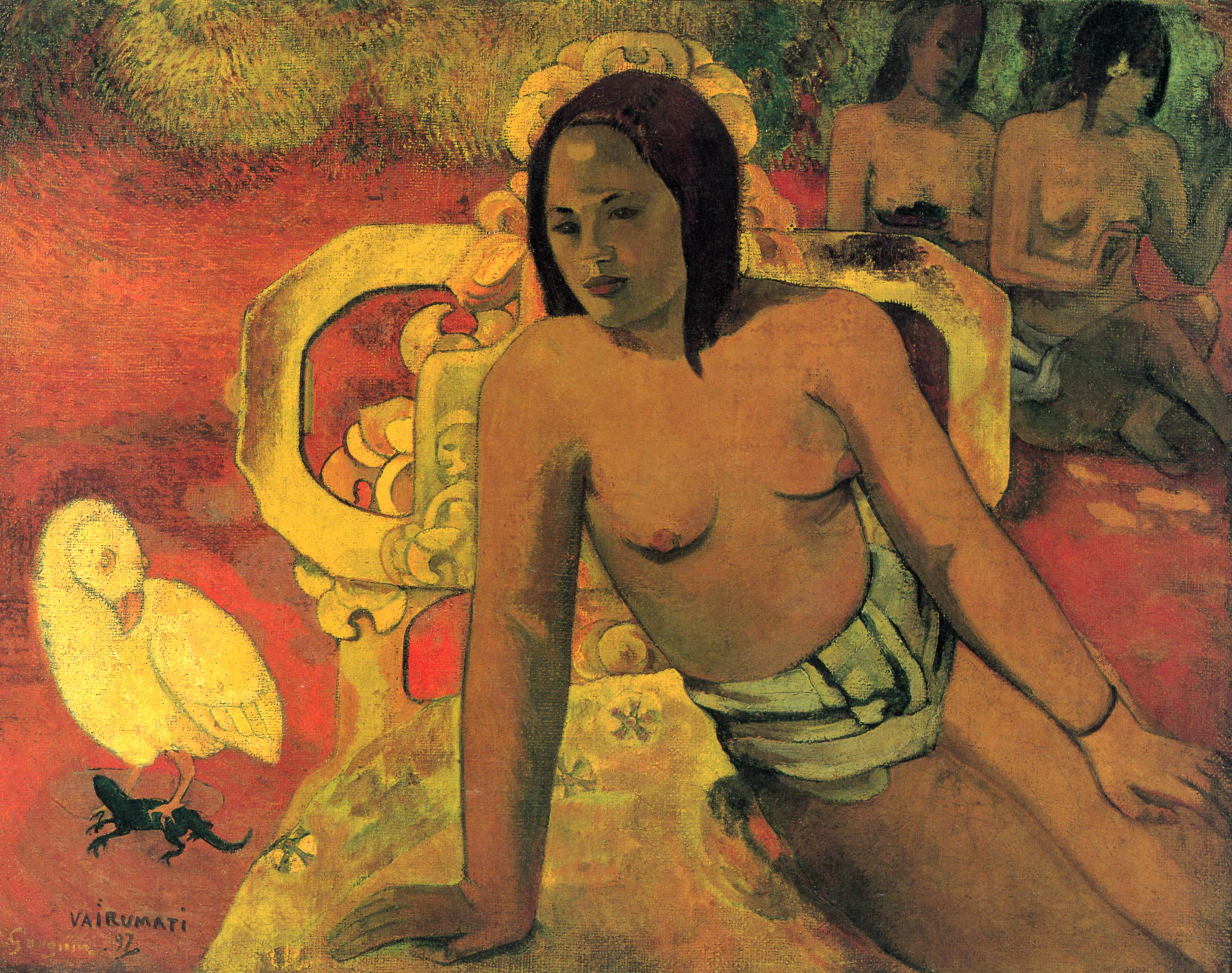
Vairumati, 1897
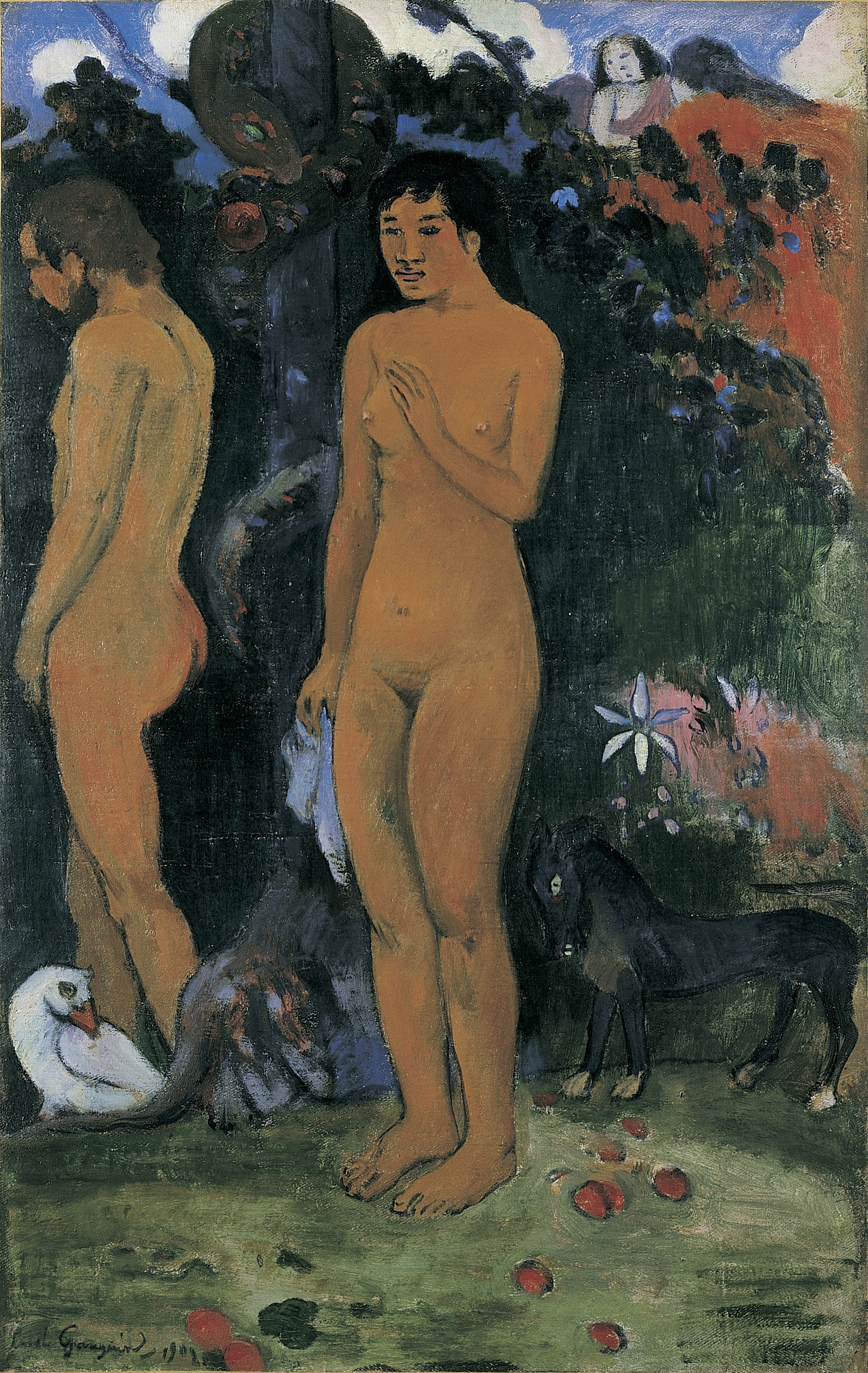
Adam und Eva, 1903

Rechts im Bild befindet sich ein schwarzer Hund, durch den sich Gauguin in seinen Gemälden häufig selbst darstellte. Der weiße Vogel ganz links neben der alten Frau steht nach Gauguin für die „Nichtigkeit leerer Worte“ (« l'inutilité des vaines paroles ») und ist also als Vanitas-Symbol zu verstehen. Er greift damit ein Motiv auf, das er bereits in seinem Werk Vairumati genutzt hatte und auch in seinem allegorischen Spätwerk Adam und Eva (1903) wieder verwenden sollte. Die blaue Statue im Hintergrund bezeichnete er als Versinnbildlichung des Jenseits.

## Rezeption und Provenienz
Woher kommen wir? Wer sind wir? Wohin gehen wir? zählt heute zu den bekanntesten Gemälden Paul Gauguins und ist eines der wichtigsten Werke des Symbolismus. Kurz nach der Fertigstellung 1898 schickte er es an den befreundeten Künstler und Kunstsammler George-Daniel de Monfreid, der es an Ambroise Vollard übergab. In dessen Galerie wurde das Gemälde zwischen dem 17. November und 10. Dezember 1898 erstmals öffentlich ausgestellt. Anschließend ging es durch die Hände zahlreicher weiterer europäischer und amerikanischer Kunsthändler. Seit 1936 befindet sich das Werk im Besitz des Museum of Fine Arts in Boston. 2007 wurde es anlässlich der Ausstellung Cézanne to Picasso im Art Institute of Chicago gezeigt, 2013 im Rahmen der Ausstellung Gauguin and After: Voyage into the Myth im Seoul Museum of Art in Südkorea.